# Negrita
«Negrita» — італійська рок-група, утворена в 90-х роках. За свою кар'єру вони випустили десять студійних альбомів, три концертні альбоми та стільки ж збірок. Серед їхніх нагород — дві премії Lunezia за музично-літературні заслуги їхніх альбомів, отримані у 2014 та 2019 роках.

## Історія
Гурт бере свою назву від відомої пісні «Hey! Negrita» групи «Rolling Stones». У вісімдесяті роки ще перший склад майбутньої «Negrita» вирішує добитися популярності під назвою «Gli Inudibili». Проект йде добре, і в 1991 році Pau nel вирішив відправити демо-композиції на різні радіостанції, але це не принесло результату. У 1992 році до групи приєднався басист Franco Li, і вже третя демо-композиція привертає увагу продюсера Fabrizio Barbacci. З його допомогою група підписала контракт з «Black Out» (PolyGram). У 1993 році група вже остаточно стає «Negrita» і приступає до роботи над своїм першим альбомом. Робота колективу приносить йому успіх та популярність. «Negrita» починає знімати відеокліпи до хітів, і їде в турнір по Італії. Всього група випустила дев'ять альбомів, три записи живих концертів, зняла більше тридцяти відеокліпів.

## Дискографія
- Negrita (1994)
- Paradisi per illusi (1995)
- XXX (1997)
- Reset (1999)
- Radio Zombie (2001)
- L'uomo sogna di volare (2005)
- HELLdorado (2008)
- Dannato vivere (2011)
- 9 (2016)